# Bijele Vode (Glina)
Pour les articles homonymes, voir Bijele Vode.
Bijele Vode est un village de la municipalité de Glina (comitat de Sisak-Moslavina) en Croatie. Au recensement de 2011, le village comptait 67 habitants.